# Suïns (subfamília)
|  | Per a altres significats, vegeu «Suïns (subordre)». |

Els suïns (Suinae) són una subfamília de mamífers artiodàctils de la família dels súids. Comprèn la majoria dels representants vivents de la família dels súids, incloent-hi el porc domèstic, el senglar i espècies afins, com les babirusses, a més de molts tàxons fòssils. Són animals omnívors que es nodreixen de plantes, fruits, arrels, tubercles, llavors, insectes i petits vertebrats. Tenen el cos robust i compacte, amb potes curtes i peülles de quatre dits. Tenen el cap gros i allargat, amb un musell mòbil i sensible que els serveix per remoure el terra a la cerca de menjar. La majoria tenen ullals o defenses que els serveixen per defensar-se dels depredadors o competir entre ells.